# Skype Qik
Skype Qik — сервіс обміну відео-повідомленнями від Skype, створений на базі технологій стартапу Qik — проекту трансляції відеопотоку он-лайн, використовуючи можливості мобільних пристроїв та прикладних програм для двохстороннього відеозвязку. Він дозволяв звичайним користувачам записувати, завантажувати або транслювати наживо відео з їх мобільних телефонів в мережу Інтернет. Проект запущено в грудні 2007 року і першу версію представлено на загал в червні 2008.
Починаючи з квітня 2009, Qik підтримував більше 140 моделей мобільних телефонів. Відео Qik могло поширюватися через Facebook, Twitter, Youtube, та інші соціальні мережі.
Skype Qik був запущений 14 жовтня 2014.
23 лютого 2016 року Microsoft вирішив припинити роботу сервісу.